# Hermann Freytag

Hermann Freytag

Hermann Freytag (* 9. Juli 1900 in Hamm; † 10. Januar 1962 in Duisburg) war ein deutscher Politiker (NSDAP) und Oberbürgermeister von Duisburg.

## Leben
Freytag besuchte in Hamm die Volks- und Realschule und machte 1919 die Reifeprüfung am Gymnasium Hammonense. Er meldete sich freiwillig zum Kriegsdienst und gehörte 1919 und 1920 dem Freikorps „Landjäger“ an. Anschließend studierte er in Münster an der Westfälischen Wilhelms-Universität und in Köln an der Universität Volkswirtschaft und machte 1924 an der Hochschule für Staats- und Wirtschaftswissenschaften in Detmold sein Examen zum Diplom-Volkswirt. Nach verschiedenen Anstellungen war er von 1927 bis 1933 als Auslandskaufmann für die Friedrich Krupp AG in Essen tätig und dort von 1933 bis 1934 Arbeitnehmervertreter im Aufsichtsrat.
Bereits 1920 wurde er Mitglied des Nationalsozialistischen Arbeitervereins und nach dessen Auflösung des Völkischen Blocks. Zum 1. August 1930 trat er in die NSDAP ein (Mitgliedsnummer 281.527). Ab 1931 war er Organisationsleiter in Essen, ab 1932 Ortsgruppenleiter und von 1932 bis 1937 dortiger Kreisleiter. Am 12. März 1933 wurde er Stadtverordneter. Ebenfalls 1933 wurde er Mitglied des Preußischen Landtages, dem er bis zu seiner Auflösung im Herbst desselben Jahres angehörte. Anschließend saß er von November 1933 bis zu seinem vorzeitigen Ausscheiden am 30. Juni 1937 im nationalsozialistischen Reichstag, in dem er den Wahlkreis 23 (Düsseldorf-West) vertrat. Sein Mandat wurde anschließend von Peter Hütgens übernommen.
Am 30. September 1937 wurde er als Nachfolger von Just Dillgardt Bürgermeister in Duisburg und hatte dieses Amt bis zu seiner Enthebung am 16. April 1945 durch die alliierten Truppen inne.
Nach Kriegsende tauchte er unter. Die Spruchkammer Essen verhandelte am 27. und 28. Juni 1949 gegen Freytag. Dem folgte eine Verhandlung vor dem Schwurgericht Essen, in der er am 19. Juli 1950 wegen Verbrechen gegen die Menschlichkeit, in Tateinheit mit Freiheitsberaubung und gefährlicher Körperverletzung, zu einer Gefängnisstrafe von einem Jahr und drei Monaten verurteilt wurde. Nach der Haftentlassung arbeitete er als Angestellter in Duisburg.